# سیارک ۸۳۸

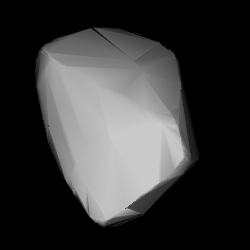
مدل سه‌بُعدی سیارک ۸۳۸ بر اساس منحنی نور آن

سیارک ۸۳۸ (به انگلیسی: 838 Seraphina، نامگذاری:1916AH) هشتصد و سی و هشتمین سیارک کشف شده‌است که در ۲۴ سپتامبر ۱۹۱۶ و در هایدلبرگ کشف شد.
قدر مطلق سیارک برابر ۱۰٫۰۹ است.